# Valeri Stoliarov
Valeri Víktorovich Stoliarov –en ruso, Валерий Викторович Столяров– (Grúzino, URSS, 18 de enero de 1971) es un deportista ruso que compitió en esquí en la modalidad de combinada nórdica. 
Participó en tres Juegos Olímpicos de Invierno, entre los años 1992 y 1998, obteniendo una medalla de bronce en Nagano 1998, en el trampolín normal + 15 km individual. Ganó una medalla de bronce en el Campeonato Mundial de Esquí Nórdico de 1999.

## Palmarés internacional
| Juegos Olímpicos   | Juegos Olímpicos | Juegos Olímpicos  | Juegos Olímpicos         |
| Año                | Lugar            | Medalla           | Prueba                   |
| ------------------ | ---------------- | ----------------- | ------------------------ |
| 1998               | Nagano (Japón)   | Medalla de bronce | TN + 15 km individual    |
| Campeonato Mundial |                  |                   |                          |
| Año                | Lugar            | Medalla           | Prueba                   |
| 1999               | Ramsau (Austria) | Medalla de bronce | TN + 4 × 5 km por equipo |